# Morti il 3 gennaio

## III secolo(1)
- 236 - Papa Antero, papa, vescovo e santo

## IV secolo(1)
- 311 - Pietro Balsamo

## VI secolo(1)
- 502 - Genoveffa di Parigi, religiosa franca

## IX secolo(1)
- 898 - Oddone, conte di Parigi, re franco

## XI secolo(3)
- 1028 - Fujiwara no Michinaga, politico giapponese (n. 966)
- 1085 - Guglielmo di Ebersberg, abate tedesco (n. 1010)
- 1098 - Walkelin, vescovo cattolico inglese

## XIII secolo(6)
- 1203 - Guglielmo III di Chalon, conte
- 1224 - Unkei, scultore giapponese (n. 1151)
- 1225 - Adolfo III di Schaumburg, nobile (n. 1160)
- 1241 - Ermanno II di Turingia, nobile tedesco (n. 1222)
- 1247 - Vladislao di Boemia (n. 1227)
- 1278 - Ladislao II Kán, nobile ungherese

## XIV secolo(7)
- 1316 - 'Ala' al-Din II di Delhi, sultano (n. 1266)
- 1322 - Filippo V di Francia, re francese (n. 1293)
- 1337 - Bindo Bonichi, religioso e poeta italiano (n. 1260)
- 1342 - Anseau de Joinville, militare francese
- 1381 - Marquardo di Randeck, patriarca cattolico tedesco (n. 1296)
- 1382 - Marco Visconti di Parma, nobile (n. 1353)
- 1389 - Rodolfo Visconti, italiano (n. 1358)

## XV secolo(5)
- 1427 - Gabriele V di Alessandria, vescovo cristiano orientale egiziano
- 1437 - Caterina di Valois, sovrana francese (n. 1401)
- 1448 - Anne de Beauchamp, XV contessa di Warwick, nobile (n. 1443)
- 1480 - Nicoletta di Châtillon, nobile francese
- 1489 - Martin Truchseß von Wetzhausen, tedesco

## XVI secolo(7)
- 1501 - Ali-Shir Nava'i, poeta, scrittore e linguista turco (n. 1441)
- 1543 - Juan Rodríguez Cabrillo, esploratore portoghese (n. 1499)
- 1557 - Giacomo Raibolini, pittore e incisore italiano (n. 1484)
- 1560 - Lelio Capilupi, poeta e scrittore italiano (n. 1497)
- 1571 - Gioacchino II di Brandeburgo, nobile tedesco (n. 1505)
- 1592 - Girolamo Macchietti, pittore italiano (n. 1535)
- 1593 - Rodolfo Gonzaga, nobile italiano (n. 1569)

## XVII secolo(21)
- 1603 - Gazanfer Ağa, politico italiano
- 1617 - Ludovico Taverna, vescovo cattolico italiano (n. 1535)
- 1618 - Michelle Nicod, tipografa svizzera
- 1624 - Jacopo Inghirami, ammiraglio italiano (n. 1565)
- 1627 - Domenico Rivarola, cardinale e arcivescovo cattolico italiano (n. 1575)
- 1630 - Prospero Rendella, giurista, agronomo e enologo italiano (n. 1533)
- 1631 - Michelangelo Galilei, compositore italiano (n. 1575)
- 1634 - Lodovico Scapinelli, filologo e poeta italiano (n. 1585)
- 1641 - Jeremiah Horrocks, astronomo britannico (n. 1618)
- 1643 - Rodrigo da Cunha, arcivescovo cattolico, politico e storico portoghese (n. 1577)
- 1646 - Francesco Erizzo, doge (n. 1566)
- 1648 - Giacomo Goria, vescovo cattolico italiano (n. 1571)
- 1649 - Paganino Gaudenzi, scrittore, teologo e presbitero svizzero (n. 1595)
- 1650 - Ulrich Franz von Kolowrat-Liebsteinsky, nobile e politico austriaco (n. 1607)
- 1663 - Muzio Febonio, religioso e storico italiano (n. 1597)
- 1667 - Pedro Bohórquez, esploratore spagnolo (n. 1602)
- 1670 - George Monck, I duca di Albemarle, ammiraglio inglese (n. 1608)
- 1674 - Claude Maltret, gesuita, grecista e teologo francese (n. 1621)
- 1682 - Olof Verelius, storico svedese (n. 1618)
- 1692 - Roelant Roghman, pittore e incisore olandese (n. 1627)
- 1699 - Mattia Preti, pittore italiano (n. 1613)

## XVIII secolo(20)
- 1701 - Luigi I di Monaco, principe monegasco (n. 1642)
- 1702 - Luís de Sousa, cardinale e arcivescovo cattolico portoghese (n. 1630)
- 1706 - Vincenzo Manni, poeta e letterato italiano (n. 1646)
- 1708 - Isabella Martinengo, nobile italiana (n. 1611)
- 1713 - Vincenzo Roggeri, pittore italiano (n. 1634)
- 1715 - Onorio Marinari, pittore italiano (n. 1627)
- 1745 - Jean de Bodt, architetto e militare francese (n. 1670)
- 1748 - Georg Andreas Helwig, botanico e teologo tedesco (n. 1666)
- 1751 - Anna Sofia Carlotta di Brandeburgo-Schwedt, nobildonna tedesca (n. 1706)
- 1755 - Johann Georg Siegesbeck, botanico e medico tedesco (n. 1686)
- 1761 - Willem de Fesch, compositore e violinista olandese (n. 1687)
- 1765 - Francesco Maria Schiaffino, scultore italiano (n. 1689)
- 1767 - Luca Antonio Predieri, compositore italiano (n. 1688)
- 1773 - Giovanni Antonio Bettoni, generale e nobile italiano (n. 1712)
- 1779 - Claude Bourgelat, chirurgo e veterinario francese (n. 1712)
- 1785 - Baldassare Galuppi, compositore e organista italiano (n. 1706)
- 1794 - Giuseppe Paladino, pittore italiano (n. 1721)
- 1795 - Josiah Wedgwood, ceramista inglese (n. 1730)
- 1798 - Carlo Aurelio Widmann, ammiraglio italiano (n. 1750)
- 1800 - Karl Wilhelm Finck von Finckenstein, diplomatico e politico prussiano (n. 1714)

## XIX secolo(67)
- 1806 - Bartolomeo Calderara, funzionario italiano (n. 1747)
- 1809 - Pietro Brandolese, editore italiano (n. 1754)
- 1809 - Henri-Pierre Danloux, pittore francese (n. 1753)
- 1810 - Charles Joseph de Villers, naturalista e entomologo francese (n. 1724)
- 1818 - Matvej Ivanovič Platov, generale russo (n. 1753)
- 1823 - Jean Joseph Amable Humbert, generale francese (n. 1767)
- 1824 - Raimondo Garau, politico e giurista italiano
- 1825 - Ermenegildo Pini, matematico, naturalista e architetto italiano (n. 1739)
- 1826 - Marie Le Masson Le Golft, scrittrice e naturalista francese (n. 1749)
- 1826 - Nikolaj Rumjancev, politico, diplomatico e nobile russo (n. 1754)
- 1826 - Louis Gabriel Suchet, generale e nobile francese (n. 1770)
- 1827 - Giuseppe Elia, compositore e clavicembalista italiano
- 1828 - Hamengkubuwono II, sovrano indonesiano (n. 1750)
- 1834 - Józef Ossoliński, politico polacco (n. 1758)
- 1838 - Massimiliano di Sassonia, principe (n. 1759)
- 1840 - Patrício da Silva, cardinale e patriarca cattolico portoghese (n. 1756)
- 1841 - Bertrand Barère, politico e rivoluzionario francese (n. 1755)
- 1841 - Joseph von Fölseis, militare austriaco (n. 1760)
- 1845 - Ahmad Tajuddin Halim Shah II di Kedah, sovrano malese
- 1850 - Giuseppina Grassini, contralto italiano (n. 1773)
- 1855 - Agostino Ruffini, politico e patriota italiano (n. 1812)
- 1857 - Marie Dominique Auguste Sibour, arcivescovo cattolico francese (n. 1792)
- 1858 - Henry Darcy, ingegnere francese (n. 1803)
- 1858 - Élisabeth-Rachel Félix, attrice teatrale francese (n. 1821)
- 1861 - Arnold Adolph Berthold, scienziato tedesco (n. 1803)
- 1864 - William Behnes, scultore e pittore inglese (n. 1794)
- 1864 - Tito Coppi, magistrato e politico italiano (n. 1797)
- 1864 - John Joseph Hughes, arcivescovo cattolico irlandese (n. 1797)
- 1865 - Maria Ferdinanda di Sassonia, principessa (n. 1796)
- 1868 - Moritz Hauptmann, compositore e musicologo tedesco (n. 1792)
- 1869 - Candido Augusto Vecchi, storico, patriota e militare italiano (n. 1814)
- 1870 - Francesco Predari, storico, enciclopedista e bibliotecario italiano (n. 1809)
- 1871 - Kuriakose Elias Chavara, presbitero e santo indiano (n. 1805)
- 1875 - Pierre Larousse, linguista, pedagogista e editore francese (n. 1817)
- 1876 - Carlo Laurenti Robaudi, politico e militare italiano (n. 1817)
- 1876 - Luigi Sanvitale, politico e filantropo italiano (n. 1799)
- 1878 - Christian Friedrich Wilhelm Roller, psichiatra tedesco (n. 1802)
- 1880 - Seymour Kirkup, pittore e storico dell'arte britannico (n. 1788)
- 1881 - René-François Régnier, cardinale e vescovo cattolico francese (n. 1794)
- 1882 - William Harrison Ainsworth, scrittore e giornalista inglese (n. 1805)
- 1882 - Camille de Nompère de Champagny, militare e diplomatico francese (n. 1827)
- 1884 - Nicolò Camarda, glottologo, grecista e traduttore italiano (n. 1807)
- 1884 - Henri Ramière, gesuita francese (n. 1821)
- 1884 - Şehzade Ahmed Nureddin, principe ottomano (n. 1852)
- 1886 - Sheldon Amos, giurista inglese (n. 1835)
- 1886 - Gaetano Chierici, archeologo, etnologo e presbitero italiano (n. 1819)
- 1889 - Angelo Bassini, patriota italiano (n. 1815)
- 1889 - Federico Gabelli, ingegnere e politico italiano (n. 1832)
- 1889 - James Orchard Halliwell-Phillipps, bibliografo britannico (n. 1820)
- 1890 - William Gilbert, scrittore britannico (n. 1804)
- 1890 - Apollonie Sabatier, modella francese (n. 1822)
- 1890 - Heinrich Thorbecke, orientalista e filologo tedesco (n. 1837)
- 1892 - Maria Baderna, danzatrice italiana (n. 1828)
- 1892 - Giovanni Fraccia, archeologo e numismatico italiano (n. 1824)
- 1892 - Émile de Laveleye, economista e saggista belga (n. 1822)
- 1892 - Heinrich Schröter, matematico tedesco (n. 1829)
- 1892 - Francesco Siliprandi, patriota italiano (n. 1816)
- 1894 - Elizabeth Peabody, educatrice e scrittrice statunitense (n. 1804)
- 1895 - Alphonse Brot, drammaturgo francese (n. 1807)
- 1895 - George Marx, entomologo e aracnologo statunitense (n. 1838)
- 1896 - Henry Drummond-Hay, naturalista e ornitologo scozzese (n. 1814)
- 1897 - Guglielmo Sanfelice d'Acquavella, cardinale e arcivescovo cattolico italiano (n. 1834)
- 1897 - Louis de Mas Latrie, medievista, diplomatista e paleografo francese (n. 1815)
- 1898 - Camillo Boldoni, patriota e ufficiale italiano (n. 1815)
- 1899 - Paul-Matthieu de La Foata, vescovo cattolico e scrittore francese (n. 1817)
- 1900 - Alfred Joseph Baker, velocista e calciatore inglese (n. 1846)
- 1900 - Dmitrij Vasil'evič Grigorovič, scrittore russo (n. 1822)

## XX secolo(273)
- 1901 - Tommaso Cambray-Digny, politico italiano (n. 1845)
- 1902 - Benjamín Máximo Laguna y Villanueva, botanico spagnolo (n. 1822)
- 1902 - Claudius Schraudolph il Giovane, pittore tedesco (n. 1843)
- 1903 - Alois Hitler, ufficiale austriaco (n. 1837)
- 1903 - James Wimshurst, inventore, ingegnere e armatore britannico (n. 1832)
- 1905 - Tommaso Gallarati Scotti, II principe di Molfetta, giornalista, patriota e principe italiano (n. 1819)
- 1905 - Michele Sambiase Sanseverino, militare, dirigente d'azienda e politico italiano (n. 1823)
- 1906 - Nikolaj Petrovič Lišin, generale russo (n. 1839)
- 1907 - Mozaffar al-Din Shah Qajar, sovrano persiano (n. 1853)
- 1909 - Douglas Argyll Robertson, chirurgo scozzese (n. 1837)
- 1911 - Richard Henn Collins, avvocato irlandese (n. 1842)
- 1911 - Abd al-Ahad Khan, sovrano uzbeko (n. 1859)
- 1911 - Alexandros Papadiamantis, scrittore greco (n. 1851)
- 1912 - Felix Dahn, scrittore e giurista tedesco (n. 1834)
- 1912 - Heinrich Gerber, ingegnere tedesco (n. 1832)
- 1912 - Harald Scharff, ballerino e attore teatrale danese (n. 1836)
- 1913 - Giovanni Blandini, vescovo cattolico italiano (n. 1832)
- 1913 - Amelia Gayle, bibliotecaria statunitense (n. 1826)
- 1913 - James Hamilton, II duca di Abercorn, politico britannico (n. 1838)
- 1913 - Hyozo Omori, educatore giapponese (n. 1876)
- 1914 - Stéphane Raoul Pugno, compositore, insegnante e pianista francese (n. 1852)
- 1915 - James Elroy Flecker, poeta, romanziere e drammaturgo inglese (n. 1884)
- 1916 - Grenville M. Dodge, generale statunitense (n. 1831)
- 1917 - Helen Kendrick Johnson, scrittrice e attivista statunitense (n. 1844)
- 1917 - Henri Émile Sauvage, paleontologo e ittiologo francese (n. 1842)
- 1918 - Alexander-Jacques Chantron, pittore francese (n. 1842)
- 1918 - Giovanni Di Stefano, geologo e paleontologo italiano (n. 1856)
- 1919 - Frank Duveneck, pittore statunitense (n. 1848)
- 1920 - Paolo Cesa Bianchi, architetto e ingegnere italiano (n. 1840)
- 1920 - Franz Toula, geologo, mineralogista e paleontologo austriaco (n. 1845)
- 1921 - Giuseppe Bellucci, etnografo, paleontologo e chimico italiano (n. 1844)
- 1922 - Sebastiano Del Buono, politico e sindacalista italiano (n. 1858)
- 1922 - Berthold Delbrück, linguista e filologo tedesco (n. 1842)
- 1922 - Stefano Sommier, botanico, geografo e antropologo italiano (n. 1848)
- 1922 - Wilhelm Voigt, criminale tedesco (n. 1849)
- 1923 - Jaroslav Hašek, scrittore, umorista e giornalista ceco (n. 1883)
- 1923 - Georg Lunge, chimico tedesco (n. 1839)
- 1924 - Ernest Babelon, numismatico, medievista e bibliotecario francese (n. 1854)
- 1924 - Felipe Carrillo Puerto, giornalista, politico e rivoluzionario messicano (n. 1874)
- 1924 - Hortense Dury-Vasselon, pittrice francese (n. 1860)
- 1924 - Jiří Wolker, poeta ceco (n. 1900)
- 1925 - James Hoge Tyler, politico statunitense (n. 1846)
- 1927 - Arnold Edward Ortmann, naturalista e zoologo tedesco (n. 1863)
- 1927 - Georg Perthes, chirurgo tedesco (n. 1869)
- 1927 - Antonio Rivas Mercado, architetto messicano (n. 1853)
- 1927 - Carl David Tolmé Runge, matematico e fisico tedesco (n. 1856)
- 1928 - Dorothy Donnelly, attrice, drammaturga e librettista statunitense (n. 1876)
- 1928 - Claude France, attrice francese (n. 1893)
- 1928 - Ettore Soffritti, liutaio italiano (n. 1877)
- 1928 - James Homer Wright, patologo statunitense (n. 1869)
- 1929 - Osvaldo Armanni, architetto italiano (n. 1855)
- 1930 - Clare Briggs, fumettista statunitense (n. 1875)
- 1930 - Giuseppe Antonio Caruso, vescovo cattolico italiano (n. 1864)
- 1930 - Vladislav Vladislavovič Gorodeckij, architetto polacco (n. 1863)
- 1930 - Wilhelm von Plüschow, fotografo tedesco (n. 1852)
- 1931 - Joseph Joffre, generale francese (n. 1852)
- 1933 - Gabriel Anton, neurologo austriaco (n. 1858)
- 1933 - Wilhelm Cuno, politico tedesco (n. 1876)
- 1933 - Jack Pickford, attore cinematografico e regista canadese (n. 1896)
- 1933 - Nicola Squitti di Palermiti e Guarna, politico italiano (n. 1856)
- 1934 - Alexander Munro, tiratore di fune britannico (n. 1870)
- 1934 - Cesare Saccaggi, pittore italiano (n. 1868)
- 1934 - Victor Spencer, I visconte Churchill, nobile e ufficiale inglese (n. 1864)
- 1935 - Achille Cardani, progettista e dirigente d'azienda italiano (n. 1859)
- 1935 - Paolo Mantica, sindacalista, avvocato e giornalista italiano (n. 1878)
- 1936 - Pietro Bestetti, ciclista su strada italiano (n. 1898)
- 1936 - Jorge Gibson Brown, calciatore argentino (n. 1880)
- 1937 - Isidore Ramishvili, politico georgiano (n. 1859)
- 1937 - Perry N. Vekroff, regista, sceneggiatore e attore statunitense (n. 1881)
- 1938 - Arturo Berutti, compositore e musicista argentino (n. 1862)
- 1938 - Lea Giunchi, attrice italiana (n. 1884)
- 1938 - André du Bois de La Villerabel, arcivescovo cattolico francese (n. 1864)
- 1939 - Mario Granbassi, militare e giornalista italiano (n. 1907)
- 1939 - František Jehlička, politico, saggista e presbitero slovacco (n. 1879)
- 1939 - Lino Zambrini, militare italiano (n. 1911)
- 1940 - Augusto Béguinot, botanico italiano (n. 1875)
- 1940 - René Jules Thion de la Chaume, schermidore francese (n. 1877)
- 1941 - Luigi Barriello, militare italiano (n. 1915)
- 1941 - Eugène Boch, pittore e poeta belga (n. 1855)
- 1941 - H. Emilie Cady, religiosa e scrittrice statunitense (n. 1848)
- 1941 - Francesco Cavadini, militare italiano (n. 1894)
- 1941 - Bruno Galas, militare italiano (n. 1919)
- 1941 - Fulvio Jero, militare italiano (n. 1916)
- 1941 - Adolfo Marini, militare italiano (n. 1917)
- 1941 - Michele Mattei, militare italiano (n. 1915)
- 1941 - Achille Meneghini, militare italiano (n. 1889)
- 1941 - Michele Purrello, militare italiano (n. 1892)
- 1943 - Francis Macdonald Cornford, storico della filosofia, traduttore e poeta inglese (n. 1874)
- 1943 - André Fauquet-Lemaître, giocatore di polo francese (n. 1862)
- 1943 - Kazuo Kubokawa, astronomo giapponese (n. 1903)
- 1943 - Bid McPhee, giocatore di baseball e allenatore di baseball statunitense (n. 1859)
- 1943 - Vezio Paoletti, militare e ufficiale italiano (n. 1890)
- 1944 - Lanciotto Ballerini, partigiano italiano (n. 1911)
- 1944 - Jurgis Baltrušaitis, artista, poeta e traduttore lituano (n. 1873)
- 1944 - Aage Hertel, attore danese (n. 1873)
- 1944 - Raimund Mössmer, calciatore austriaco (n. 1882)
- 1944 - René Olry, generale francese (n. 1880)
- 1944 - Franz Reichleitner, militare e ufficiale austriaco (n. 1906)
- 1944 - Paolo Rossi, calciatore italiano (n. 1879)
- 1945 - Fëdor Stepanovič Akimenko, musicista ucraino (n. 1876)
- 1945 - Jesús Bermúdez, calciatore boliviano (n. 1902)
- 1945 - Giuseppe Casini, partigiano italiano (n. 1920)
- 1945 - Edgar Cayce, sensitivo statunitense (n. 1877)
- 1945 - Albert Lejeune, giornalista e editore francese (n. 1885)
- 1945 - Lone Maslocha, fotografa danese (n. 1921)
- 1945 - Ferdynand Ossendowski, scrittore, giornalista e esploratore polacco (n. 1876)
- 1945 - Erwin Zeidler, generale austro-ungarico (n. 1865)
- 1946 - Ødbert Bjarnholt, calciatore danese (n. 1885)
- 1946 - Giuseppe Bruni, chimico e politico italiano (n. 1873)
- 1946 - William Joyce, politico, attivista e conduttore radiofonico irlandese (n. 1906)
- 1946 - Natale Gabriele Moriondo, arcivescovo cattolico italiano (n. 1870)
- 1946 - Umberto Ricci, economista e statistico italiano (n. 1879)
- 1946 - Karl Maria Wiligut, esoterista austriaco (n. 1866)
- 1946 - Carl Gustav Witt, astronomo tedesco (n. 1866)
- 1946 - Astolfo de Maria, pittore italiano (n. 1891)
- 1947 - Georg Wetzell, generale tedesco (n. 1869)
- 1949 - Robert Ingersoll Aitken, scultore statunitense (n. 1878)
- 1949 - Aleksandr Osipovič Drankov, fotografo, regista e produttore cinematografico russo (n. 1886)
- 1949 - Tullio Masotti, giornalista e sindacalista italiano (n. 1886)
- 1950 - Pietro Belletti, generale italiano (n. 1884)
- 1950 - Emil Jannings, attore tedesco (n. 1884)
- 1950 - Alberto Ohaco, calciatore argentino (n. 1889)
- 1951 - Ruggero Albanese, giornalista e dirigente sportivo italiano (n. 1887)
- 1951 - Georgios Drosinis, poeta e letterato greco (n. 1858)
- 1951 - Guido Manni, calciatore italiano (n. 1898)
- 1954 - Elena Farago, poetessa, traduttrice e scrittrice rumena (n. 1878)
- 1954 - Christian Lautenschlager, pilota automobilistico tedesco (n. 1877)
- 1954 - Giorgio Rimini, ingegnere, imprenditore e dirigente sportivo italiano (n. 1889)
- 1955 - John Fenning, canottiere britannico (n. 1885)
- 1955 - Fraňo Kráľ, poeta e scrittore slovacco (n. 1903)
- 1956 - Giuseppe Barone, pittore italiano (n. 1887)
- 1956 - Luigi Borromeo, avvocato e politico italiano (n. 1904)
- 1956 - Italo Clerici, attore teatrale italiano (n. 1901)
- 1956 - Vladimir Ivanovič Gončukov, regista cinematografico sovietico (n. 1910)
- 1956 - Aleksandr Tichonovič Grečaninov, compositore russo (n. 1864)
- 1956 - Arturo Tosi, pittore italiano (n. 1871)
- 1956 - Joseph Wirth, politico tedesco (n. 1879)
- 1957 - Anton Kress, calciatore tedesco (n. 1899)
- 1957 - Ottorino Pomilio, ingegnere aeronautico italiano (n. 1887)
- 1958 - Ada Dondini, attrice italiana (n. 1883)
- 1958 - Dunc Munro, hockeista su ghiaccio canadese (n. 1901)
- 1958 - Alfredo Pizzoni, politico e militare italiano (n. 1894)
- 1959 - Hassan Allouba, calciatore egiziano
- 1959 - Celestino Ferrario, politico italiano (n. 1888)
- 1959 - Edwin Muir, poeta, scrittore e traduttore britannico (n. 1887)
- 1960 - Victor Sjöström, regista, attore e sceneggiatore svedese (n. 1879)
- 1962 - Hermann Lux, calciatore tedesco (n. 1893)
- 1963 - Sof'ja Vasil'evna Fëdorova, ballerina russa (n. 1879)
- 1963 - Shinobu Ishihara, oculista giapponese (n. 1879)
- 1963 - Bonfilio Paolazzi, politico italiano (n. 1875)
- 1964 - Giustino Renato Orsini, umanista e storico italiano (n. 1883)
- 1965 - Milton Avery, pittore statunitense (n. 1885)
- 1965 - Mario Basiola, baritono italiano (n. 1892)
- 1965 - Violet Elliot-Murray-Kynynmound, nobildonna inglese (n. 1889)
- 1965 - Betty Harte, attrice e sceneggiatrice statunitense (n. 1882)
- 1965 - Adelina Otero-Warren, attivista e politica statunitense (n. 1881)
- 1965 - Aleksandr Nikolaevič Poskrëbyšev, politico sovietico (n. 1891)
- 1966 - Marguerite Higgins, giornalista statunitense (n. 1920)
- 1966 - Rex Lease, attore statunitense (n. 1903)
- 1967 - Eugène Cordonnier, ginnasta francese (n. 1892)
- 1967 - Walter Cruz, medico e scacchista brasiliano (n. 1910)
- 1967 - Mary Garden, soprano britannico (n. 1874)
- 1967 - E. Mason Hopper, regista, attore e sceneggiatore statunitense (n. 1885)
- 1967 - Reginald Punnett, biologo e genetista britannico (n. 1875)
- 1967 - Jack Ruby, criminale statunitense (n. 1911)
- 1968 - František Bolček, calciatore slovacco (n. 1920)
- 1968 - Vojtěch Kastl, calciatore cecoslovacco (n. 1908)
- 1968 - Vincenzo Lombard, generale e politico italiano (n. 1883)
- 1969 - Commodore Cochran, velocista statunitense (n. 1902)
- 1969 - Howard McNear, attore statunitense (n. 1905)
- 1970 - Gladys Aylward, missionaria inglese (n. 1902)
- 1970 - Robert B. Sinclair, regista teatrale, regista cinematografico e regista televisivo statunitense (n. 1905)
- 1971 - Norma Bruni, cantante italiana (n. 1913)
- 1971 - Giuseppe Forlivesi, allenatore di calcio e calciatore italiano (n. 1894)
- 1972 - Frans Masereel, pittore e illustratore belga (n. 1889)
- 1972 - Elisabeth Schiemann, genetista e botanica tedesca (n. 1881)
- 1973 - Carlo Carli, dirigente sportivo italiano (n. 1901)
- 1973 - Max Neuenschwander, calciatore svizzero (n. 1902)
- 1974 - Gino Cervi, attore, doppiatore e conduttore radiofonico italiano (n. 1901)
- 1974 - Jimmy McStay, allenatore di calcio e calciatore scozzese (n. 1893)
- 1974 - Maksim Štrauch, attore sovietico (n. 1900)
- 1975 - Pierre Collet, calciatore svizzero (n. 1890)
- 1975 - Robert Neumann, letterato e scrittore austriaco (n. 1897)
- 1976 - John Ainsworth-Davis, velocista britannico (n. 1895)
- 1977 - Tom Gries, regista, sceneggiatore e produttore cinematografico statunitense (n. 1922)
- 1977 - Paolo Scheidler, calciatore italiano (n. 1891)
- 1978 - Carlo Baccari, poeta, scrittore e giornalista italiano (n. 1878)
- 1978 - Alfred Braun, attore e regista tedesco (n. 1888)
- 1978 - Bruno Midali, calciatore e allenatore di calcio italiano (n. 1903)
- 1978 - Johnnie Mullens, cavaliere e attore statunitense (n. 1884)
- 1979 - Antonio Amato, imprenditore italiano (n. 1901)
- 1979 - Gilbert Dussier, calciatore lussemburghese (n. 1949)
- 1979 - Carol Holloway, attrice statunitense (n. 1892)
- 1979 - Conrad Hilton, imprenditore statunitense (n. 1887)
- 1980 - Joy Adamson, scrittrice, naturalista e pittrice austriaca (n. 1910)
- 1980 - Lucien Buysse, ciclista su strada e pistard belga (n. 1892)
- 1981 - Alice di Albany, principessa britannica (n. 1883)
- 1981 - Marie Eline, attrice statunitense (n. 1902)
- 1981 - Bob Gilbert, cestista statunitense (n. 1930)
- 1981 - Felton Jarvis, produttore discografico statunitense (n. 1934)
- 1982 - Heidi Blomstedt, artista finlandese (n. 1911)
- 1982 - Fritz Laband, calciatore tedesco (n. 1925)
- 1982 - Tommaso Leccisotti, presbitero, storico e archivista italiano (n. 1895)
- 1982 - Étienne Onimus, cestista francese (n. 1907)
- 1982 - Edward Russell, XXVI barone de Clifford, nobile britannico (n. 1907)
- 1983 - Umberto Favero, calciatore italiano (n. 1909)
- 1983 - Gaspar Rubio, calciatore e allenatore di calcio spagnolo (n. 1907)
- 1983 - Marion Talley, soprano statunitense (n. 1906)
- 1984 - Fern Nash, cestista statunitense (n. 1928)
- 1985 - Eckhard Christian, militare tedesco (n. 1907)
- 1985 - Jean-Jacques Kretzschmar, calciatore francese (n. 1925)
- 1985 - Rodolfo Lodi, attore italiano (n. 1895)
- 1985 - Tadeusz Pełczyński, generale polacco (n. 1892)
- 1985 - Rubino Profeta, compositore italiano (n. 1910)
- 1986 - Silvio Antonini, politico italiano (n. 1920)
- 1986 - Antonio Asturi, pittore italiano (n. 1904)
- 1986 - Antonio Peternel, calciatore e allenatore di calcio italiano (n. 1910)
- 1986 - Stefano Scandolara, paroliere e produttore discografico italiano (n. 1944)
- 1986 - Pietro Zardini, attore italiano (n. 1907)
- 1987 - Massimo Grillandi, scrittore, poeta e traduttore italiano (n. 1921)
- 1987 - Rodolfo Kuhn, regista, sceneggiatore e produttore cinematografico argentino (n. 1934)
- 1988 - Rose Ausländer, poetessa rumena (n. 1901)
- 1988 - Angelo Biancini, scultore e ceramista italiano (n. 1911)
- 1988 - William Cagney, produttore cinematografico e attore statunitense (n. 1905)
- 1988 - Joie Chitwood, pilota automobilistico statunitense (n. 1912)
- 1988 - Gaston Eyskens, politico belga (n. 1905)
- 1988 - Fernando González Valenciaga, calciatore spagnolo (n. 1921)
- 1988 - Lia Zoppelli, attrice italiana (n. 1920)
- 1989 - Robert Banks, chimico statunitense (n. 1921)
- 1989 - Sergej L'vovič Sobolev, matematico sovietico (n. 1908)
- 1989 - Domenico Tiberia, pugile italiano (n. 1938)
- 1989 - Jean Willes, attrice statunitense (n. 1923)
- 1990 - Mauro Cía, pugile argentino (n. 1919)
- 1990 - Ernst Widmer, compositore, direttore d'orchestra e pianista svizzero (n. 1927)
- 1991 - Luke Appling, giocatore di baseball e allenatore di baseball statunitense (n. 1907)
- 1991 - Walter Boninsegni, tiratore a segno italiano (n. 1902)
- 1991 - Art Hyatt, cestista statunitense (n. 1912)
- 1991 - Cipe Pineles, direttrice artistica austriaca (n. 1908)
- 1991 - Doris Zinkeisen, costumista britannica (n. 1898)
- 1992 - Judith Anderson, attrice australiana (n. 1897)
- 1992 - Ubaldo Bellugi, poeta, commediografo e politico italiano (n. 1899)
- 1992 - Akio Kashiwagi, imprenditore giapponese
- 1992 - Domenico Meldolesi, ciclista su strada italiano (n. 1940)
- 1992 - Gipo Poggi, calciatore e allenatore di calcio italiano (n. 1913)
- 1992 - Gábor Szarvas, sollevatore ungherese (n. 1943)
- 1992 - Radomiro Tomic, politico cileno (n. 1914)
- 1993 - François Mathey, gallerista francese (n. 1917)
- 1993 - Johnny Most, giornalista statunitense (n. 1923)
- 1993 - Saverio Scutellà, pittore, poeta e scrittore italiano (n. 1910)
- 1994 - Frank Belknap Long, scrittore e poeta statunitense (n. 1901)
- 1994 - Francesco Ferrero, calciatore e allenatore di calcio italiano (n. 1912)
- 1994 - Jimmy Meadows, allenatore di calcio e calciatore inglese (n. 1931)
- 1994 - Derna Polazzo, cestista e velocista italiana (n. 1912)
- 1995 - Roland Harrah III, attore, musicista e cantante statunitense (n. 1973)
- 1996 - Ezio Beccastrini, politico italiano (n. 1918)
- 1996 - Vito Latis, architetto italiano (n. 1912)
- 1997 - Enzo Avallone, ballerino e cantante italiano (n. 1955)
- 1997 - Gianfranco Pandolfini, pallanuotista italiano (n. 1920)
- 1998 - Ottone d'Assia, nobile e archeologo tedesco (n. 1937)
- 1998 - Carlo Ludovico Bragaglia, regista, sceneggiatore e fotografo italiano (n. 1894)
- 1998 - George Shaw, giocatore di football americano statunitense (n. 1933)
- 1998 - Geoffrey Watson, statistico australiano (n. 1921)
- 1999 - Diana Dei, attrice italiana (n. 1914)
- 1999 - Violet Olney, velocista britannica (n. 1911)
- 1999 - Jerry Quarry, pugile statunitense (n. 1945)
- 1999 - Carlo Tani, politico italiano (n. 1936)
- 2000 - Ferruccio Antonelli, medico e psichiatra italiano (n. 1927)
- 2000 - Gabriela Brimmer, scrittrice e attivista messicana (n. 1947)
- 2000 - Aldo Garosci, storico, politico e antifascista italiano (n. 1907)
- 2000 - Alessandro Gennari, psicologo e scrittore italiano (n. 1949)
- 2000 - Viktor Kolotov, allenatore di calcio e calciatore sovietico (n. 1949)
- 2000 - Eliodoro Sollima, pianista e compositore italiano (n. 1926)
- 2000 - Bernhard Wicki, attore e regista austriaco (n. 1919)

## XXI secolo(152)
- 2001 - Sushila Nayyar, medico e politica indiana (n. 1914)
- 2001 - Armando Tonello, pittore italiano (n. 1897)
- 2002 - Juan García Esquivel, compositore e pianista messicano (n. 1918)
- 2002 - Freddy Heineken, dirigente d'azienda e imprenditore olandese (n. 1923)
- 2002 - Antonio Todde, supercentenario italiano (n. 1889)
- 2003 - Sid Gillman, allenatore di football americano statunitense (n. 1911)
- 2003 - José Maria Gironella, scrittore e poeta spagnolo (n. 1917)
- 2003 - Flóra Kádár, attrice e doppiatrice ungherese (n. 1928)
- 2003 - James Eyre, generale inglese (n. 1930)
- 2003 - Chalima Nas'irova, soprano, attrice e politica sovietica (n. 1913)
- 2003 - Ondina Peteani, operaia e partigiana italiana (n. 1925)
- 2003 - Monique Wittig, poetessa e saggista francese (n. 1935)
- 2004 - Guido D'Anna, editore italiano (n. 1930)
- 2004 - Pierre Flamion, allenatore di calcio e calciatore francese (n. 1924)
- 2004 - Beatrice Winde, attrice statunitense (n. 1924)
- 2005 - Will Eisner, fumettista statunitense (n. 1917)
- 2005 - Misael Escuti, calciatore cileno (n. 1926)
- 2005 - Alberto Giglioli, vescovo cattolico italiano (n. 1924)
- 2005 - Brahim Izri, cantautore berbero (n. 1954)
- 2005 - Warren J. Kemmerling, attore statunitense (n. 1924)
- 2005 - Fritz Leandré, calciatore haitiano (n. 1948)
- 2005 - Giovanni Ligasacchi, direttore di banda italiano (n. 1920)
- 2005 - Arnaldo Salatti, imprenditore e dirigente sportivo italiano (n. 1923)
- 2005 - Piero Zanchetta, politico italiano (n. 1922)
- 2006 - Shiro Azuma, militare, criminale di guerra e attivista giapponese (n. 1912)
- 2006 - Giuseppe Busso, progettista italiano (n. 1913)
- 2006 - Urbano Lazzaro, partigiano italiano (n. 1924)
- 2006 - Henk de Looper, hockeista su prato olandese (n. 1912)
- 2007 - Pietro Dalio, calciatore italiano (n. 1931)
- 2007 - Christopher Greenbury, montatore britannico (n. 1951)
- 2007 - Gino Lizzero, militare e partigiano italiano (n. 1917)
- 2007 - Paek Nam-sun, politico nordcoreano (n. 1929)
- 2007 - William Verity Jr., imprenditore e politico statunitense (n. 1917)
- 2008 - Aleksandr Abdulov, attore russo (n. 1953)
- 2008 - Edelmiro Arévalo, calciatore paraguaiano (n. 1929)
- 2008 - Jacques Brosse, psicoanalista, scrittore e giornalista francese (n. 1922)
- 2008 - Choi Yo-sam, pugile sudcoreano (n. 1973)
- 2008 - Henri Chopin, poeta e artista francese (n. 1922)
- 2008 - Milt Dunnell, giornalista canadese (n. 1905)
- 2008 - Friedrich Georg Friedmann, storico tedesco (n. 1912)
- 2008 - Leandro Rampa, politico italiano (n. 1922)
- 2008 - Oskar Saier, arcivescovo cattolico tedesco (n. 1932)
- 2008 - Jimmy Stewart, pilota automobilistico britannico (n. 1931)
- 2009 - Virgilio Condarcuri, politico e partigiano italiano (n. 1925)
- 2009 - Luca Gelfi, ciclista su strada italiano (n. 1966)
- 2009 - Pat Hingle, attore statunitense (n. 1924)
- 2009 - Olga San Juan, attrice e cantante statunitense (n. 1927)
- 2010 - Gianni Bonichon, bobbista italiano (n. 1944)
- 2010 - Mary Daly, filosofa e teologa statunitense (n. 1928)
- 2010 - Billy Harris, cestista statunitense (n. 1951)
- 2010 - Georges Martin, ciclista su strada francese (n. 1915)
- 2011 - Jill Haworth, attrice britannica (n. 1945)
- 2011 - Zbigniew Jaremski, velocista polacco (n. 1949)
- 2011 - Anatoliy Skorokhod, matematico ucraino (n. 1930)
- 2012 - Gene Bartow, allenatore di pallacanestro statunitense (n. 1930)
- 2012 - Fong Fei-Fei, cantante taiwanese (n. 1953)
- 2012 - Lars Lennart Forsberg, regista e sceneggiatore svedese (n. 1933)
- 2012 - Stepan Oščepkov, canoista sovietico (n. 1934)
- 2012 - Paulo Rodrigues, calciatore brasiliano (n. 1986)
- 2012 - Giacomo Ros, politico italiano (n. 1922)
- 2012 - Vicar, fumettista cileno (n. 1934)
- 2012 - Josef Škvorecký, scrittore ceco (n. 1924)
- 2013 - Valerio Negrini, paroliere e batterista italiano (n. 1946)
- 2013 - Sergiu Nicolaescu, regista, attore e politico rumeno (n. 1930)
- 2013 - Patty Shepard, attrice statunitense (n. 1945)
- 2014 - Giulio Ferrarini, politico italiano (n. 1942)
- 2014 - Luisa Mangoni, storica e scrittrice italiana (n. 1941)
- 2014 - Giovanni Picco, architetto e politico italiano (n. 1932)
- 2014 - Alicia Rhett, attrice e pittrice statunitense (n. 1915)
- 2014 - Božidar Stanišić, pallanuotista e allenatore di pallanuoto jugoslavo (n. 1936)
- 2014 - Saul Zaentz, produttore cinematografico e produttore discografico statunitense (n. 1921)
- 2015 - Antonio Di Nunno, politico e giornalista italiano (n. 1945)
- 2015 - Edward Brooke, politico statunitense (n. 1919)
- 2015 - Dwight Hooker, fotografo e architetto statunitense (n. 1928)
- 2015 - Ol'ga Knjazeva, schermitrice sovietica (n. 1954)
- 2015 - Jouko Törmänen, saltatore con gli sci e dirigente sportivo finlandese (n. 1954)
- 2015 - Mu'adh al-Kasasbeh, ufficiale giordano (n. 1988)
- 2016 - Paul Bley, pianista canadese (n. 1932)
- 2016 - Nicola Gaudioso, presbitero italiano (n. 1926)
- 2016 - Cristina Grado, attrice, doppiatrice e direttrice del doppiaggio italiana (n. 1939)
- 2016 - Giuseppe Laganà, animatore, regista e fumettista italiano (n. 1944)
- 2016 - Peter Naur, informatico danese (n. 1928)
- 2017 - Rodney Bennett, regista britannico (n. 1935)
- 2017 - Svemir Delić, calciatore croato (n. 1929)
- 2017 - Yoram Fridman, insegnante polacco (n. 1934)
- 2017 - Shigeru Kôyama, attore giapponese (n. 1929)
- 2017 - Bruno Ragazzo, calciatore italiano (n. 1927)
- 2017 - Umberto Sgarzi, pittore italiano (n. 1921)
- 2017 - Gaetano Tanzi, pittore italiano (n. 1918)
- 2017 - Igor' Petrovič Volk, cosmonauta sovietico (n. 1937)
- 2017 - Fritz Vögtle, chimico tedesco (n. 1939)
- 2018 - Aharon Appelfeld, scrittore e superstite dell'Olocausto israeliano (n. 1932)
- 2018 - Luigi Alberto Bianchi, violista e violinista italiano (n. 1945)
- 2018 - Cesare Gigli, regista televisivo e paroliere italiano (n. 1941)
- 2018 - Heriberto Hermes, vescovo cattolico statunitense (n. 1933)
- 2018 - Mauricio Johnson, cestista e allenatore di pallacanestro venezuelano (n. 1935)
- 2018 - Francis George Adeodatus Micallef, vescovo cattolico e missionario maltese (n. 1928)
- 2018 - Quinto Parmeggiani, attore italiano (n. 1926)
- 2018 - Giancarlo Pirandola, arbitro di calcio italiano (n. 1943)
- 2018 - Serafino Sprovieri, arcivescovo cattolico italiano (n. 1930)
- 2018 - Medeniýet Şahberdiýewa, soprano turkmeno (n. 1930)
- 2019 - Bob Burrow, cestista statunitense (n. 1934)
- 2019 - Radamel García, calciatore colombiano (n. 1957)
- 2019 - Herbert Dwight Kelleher, dirigente d'azienda statunitense (n. 1931)
- 2019 - Valquir Pimentel, arbitro di calcio brasiliano (n. 1938)
- 2019 - Michael Yeung Ming-cheung, vescovo cattolico cinese (n. 1946)
- 2019 - Christine de Rivoyre, scrittrice e giornalista francese (n. 1921)
- 2020 - Franco Ciani, paroliere, produttore discografico e cantautore italiano (n. 1957)
- 2020 - Domenico Corcione, generale italiano (n. 1929)
- 2020 - Nikolaj D'jačenko, cestista sovietico (n. 1948)
- 2020 - Luciana Guindani, canoista italiana (n. 1937)
- 2020 - Nathaël Julan, calciatore francese (n. 1996)
- 2020 - Abu Mahdi al-Muhandis, generale e politico iracheno (n. 1954)
- 2020 - Qasem Soleimani, generale e agente segreto iraniano (n. 1957)
- 2020 - Eva Peggy Stensønes, cantante norvegese (n. 1952)
- 2021 - Giulio Camarca, chitarrista italiano (n. 1941)
- 2021 - Rosa Giannetta Alberoni, saggista e giornalista italiana (n. 1945)
- 2021 - Roger Hassenforder, ciclista su strada francese (n. 1930)
- 2021 - Naohiro Ikeda, pallavolista giapponese (n. 1940)
- 2022 - Giovanni Felice Azzone, patologo e biochimico italiano (n. 1927)
- 2022 - Egle Becchi, pedagogista e storica italiana (n. 1930)
- 2022 - George Bălan, filosofo, musicologo e aforista rumeno (n. 1929)
- 2022 - Gianni Celati, scrittore, traduttore e anglista italiano (n. 1937)
- 2022 - José Gorostiaga, cestista paraguaiano (n. 1930)
- 2022 - Mario Lanfranchi, regista, sceneggiatore e collezionista d'arte italiano (n. 1927)
- 2022 - Beatrice Mintz, genetista e biologa statunitense (n. 1921)
- 2022 - Jay Wolpert, sceneggiatore, produttore televisivo e attore statunitense (n. 1942)
- 2023 - Ruslan Imranovič Chasbulatov, economista e politico russo (n. 1942)
- 2023 - Walter Cunningham, astronauta statunitense (n. 1932)
- 2023 - Bessie Hendricks, supercentenaria statunitense (n. 1907)
- 2023 - Petr Pavlásek, sollevatore cecoslovacco (n. 1947)
- 2023 - Nikos Skylakakīs, cestista greco (n. 1923)
- 2023 - Giorgio Tombesi, politico italiano (n. 1926)
- 2023 - Kalevi Vehkonen, pilota motociclistico finlandese (n. 1946)
- 2024 - Giuseppe Amoroso, critico letterario e storico della letteratura italiano (n. 1935)
- 2024 - Franco Arrigoni, cestista italiano (n. 1947)
- 2024 - Franco Caroni, musicista e direttore artistico italiano (n. 1949)
- 2024 - Mario Crescenzio, politico e insegnante italiano (n. 1942)
- 2024 - Germana Dominici, attrice, doppiatrice e direttrice del doppiaggio italiana (n. 1946)
- 2024 - Derek Draper, giornalista e scrittore britannico (n. 1967)
- 2024 - René Metge, pilota di rally francese (n. 1941)
- 2025 - La Chunga, artista spagnola (n. 1938)
- 2025 - Jeff Baena, sceneggiatore e regista statunitense (n. 1977)
- 2025 - Bertrand Bouvier, traduttore, grecista e scrittore svizzero (n. 1929)
- 2025 - Howard Buten, scrittore, psicologo e violinista statunitense (n. 1950)
- 2025 - Raimondo Cagiano de Azevedo, statistico e economista italiano (n. 1942)
- 2025 - A.D.O.R., rapper statunitense (n. 1969)
- 2025 - Carlo Diappi, costumista italiano (n. 1948)
- 2025 - Hiroshi Hara, architetto giapponese (n. 1936)
- 2025 - Richard Hays, teologo, biblista e predicatore statunitense (n. 1948)
- 2025 - Gilbert Van Binst, calciatore belga (n. 1951)
- 2025 - Brenton Wood, cantante statunitense (n. 1941)